# Barnatönkű fokhagymagomba
A barnatönkű fokhagymagomba vagy fokhagymaszagú szegfűgomba (Mycetinis scorodonius, korábban Marasmius scorodonius) erdei korhadékon élő, fű között tömegesen növő gomba.

## Előfordulása
Ez a gombafaj Európában, Észak-Amerika keleti felén, Észak-Afrikában és Ázsia egyes részein, például Izraelben fordul elő.

## Megjelenése
A mezei szegfűgombánál kisebb. A kalapja krémszínű, tönkje merev, vékony, vörösbarna, a tövénél fekete.
Az apró gombácska legfeljebb 1-4 centiméteres kalapjával úgy tör elő a földből, mint valami gomb. A felnyílt, tehát idősebb gombák kalapján igen vékony perem látható. A kalap harang alakú, majd egyre inkább ellaposodik, és végül a közepén kis bemélyedés képződik. Szívós felbőre sima tapintású és a szélén finoman bordázott. A tönk 2-8 centiméter hosszú és 1-4 milliméter vastag. Nedves időben a gombácskák vizet szívnak fel, ekkor érzékelhető legjobban hús vörös színeződésük.

## Életmódja

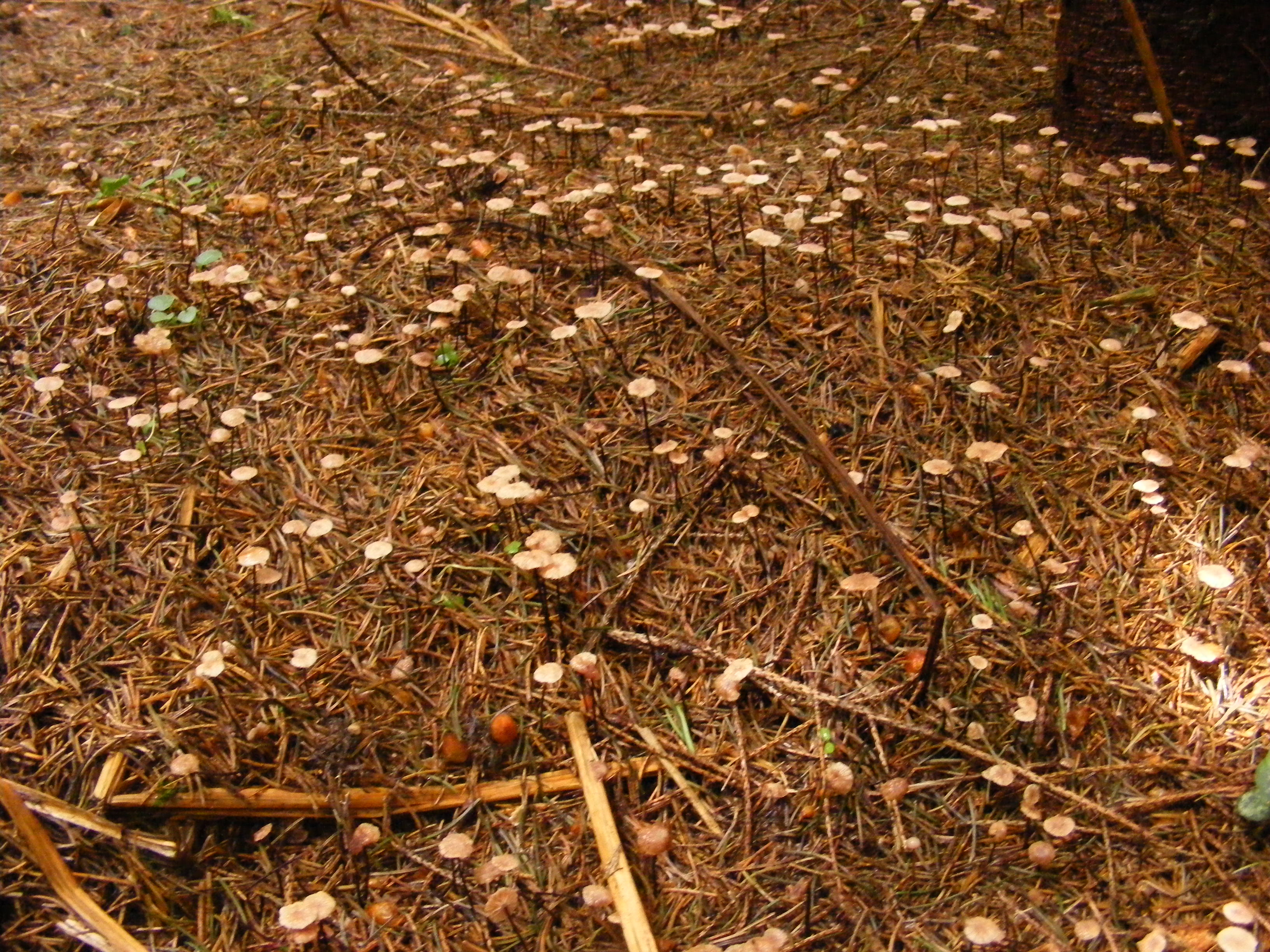
Gyakran tömegesen terem

Különösen fenyőerdők tűavarján fejlődik, de korhadó leveleken, fahulladékon lomberdőkben is előfordul. Nyártól őszig gyakran igen nagy csoportokban található.

## Felhasználhatósága
Az ínyencek körében közismert, erősen fokhagymaillatú, nagy becsben tartott fűszergomba. Főként a birkahúsok ismert fűszere, a francia konyha igen kedveli. Szárítva a fokhagymát helyettesítő fűszergombaként használják, mert főzéskor sem veszti el jellegzetes ízét.